# Karl Friedrich von der Goltz

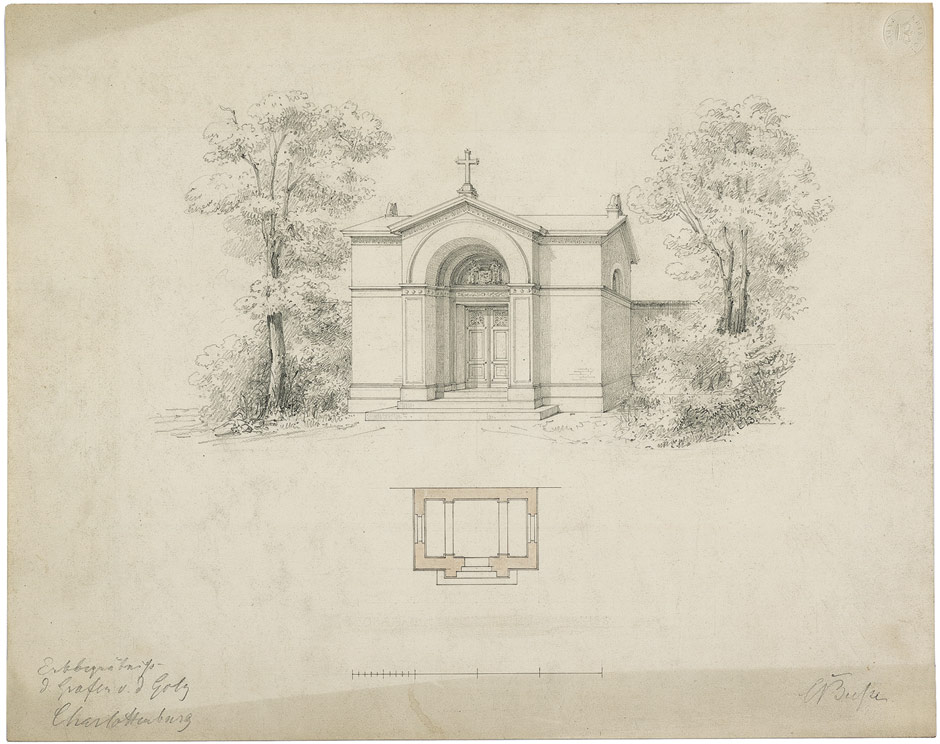
Mausoleum van de graven Von der Goltz in Charlottenburg

Karl Friedrich Ferdinand Graf von der Goltz, (Stuttgart, 12 april 1815 – Nice, 21 februari 1901), was een Pruisische generaal der Cavalerie (Duits: "General der Kavallerie").

## Leven
Von der Goltz was lid van de familie Von der Goltz (1787) en de zoon van Karl Friedrich Heinrich Graf von der Goltz (1775-1822), een Pruisische luitenant-generaal en gezant. Zijn moeder was Juliane "Julie" Wilhelmine Freiin von Seckendorff (1786–1857).  
In 1832 nam hij dienst in het Leib-Kürassier Regiments Grosser Kurfürst (Schles.) Nr 1 in Breslau. In 1833 werd hij benoemd tot officier en nam onder leiding van de Franse maarschalk Bugeaud deel aan de Algerijnse veldslag. In 1848 werd hij adjudant van de prins van Pruisen, de latere keizer Wilhelm, die hij tijdens de veldslag naar Baden begeleidde.
Goltz werd in 1859 luitenant-kolonel en commandeur van het Koninklijke Huzarenregiment in Bonn en in 1861 vleugeladjudant van de koning. Vanaf 1864 voerde hij het commando over de 14de Kavallerie-Brigade, dat hij ook leidde tijdens de Duitse Oorlog van 1866 in de veldslag tegen Oostenrijk. In 1868 werd hij commandeur der Garde-Kavellerie-Division en nam met deze eenheid tijdens de Duits-Franse oorlog deel aan de slag van Gravelotte en Sedan en aan de inname van Parijs, nadat hij bevorderd was tot luitenant-generaal en adjudant-generaal.
In oktober 1872 gaf Von der Goltz het commando van de Garde-Kavallerie-Brigade over en werd in 1873 chef van het rijdende Feldjägerkorps en in 1875 generaal der Cavalerie. Hij kreeg in 1888 op eigen verzoek ontslag en bleef adjudant-generaal van keizer Wilhelm tot aan zijn dood.
Karl Friedrich Graf von der Goltz werd na zijn dood bijgezet in het familiemausoleum op de begraafplaats Luisenfriedhof II in Charlotteburg.

## Familie
Hij trouwde op 14 juli 1860 in Lübbenau met gravin Mathilde Maria von Lynar (27 september 1835 - 18 september 1876). Het paar kreeg vijf kinderen, onder wie: Karl Leopold Eugen von der Goltz (1864-1944), Pruisische generaal-majoor, die in 1894 huwde met jkvr. Alwina Brantsen (1868-1957).

## Militaire loopbaan
- Soldat: 1832
- Leutnant: 14 september 1833
- Oberleutnant:
- Rittmeister:
- Major:
- Oberstleutnant: 1859
- Oberst:
- Generalmajor:
- Generalleutnant: juli 1870
- General der Kavallerie: 1875

## Onderscheidingen
- Ridder in de Orde van de Zwarte Adelaar op 21 augustus 1882
- Ridder in de Orde van de Serafijnen op 12 december 1882